# Беатриса Испанская
Беатри́са де Бурбо́н-и-Ба́ттенберг (исп. Beatriz de Borbón y Battenberg; при рождении Беатри́са Изабе́лла Фредери́ка Альфо́нса Евге́ния Кристи́на Мари́я Тере́за Бьенвени́да Ладисла́а де Бурбо́н-и-Ба́ттенберг (исп. Beatriz Isabel Federica Alfonsa Eugenia Cristina María Teresa Bienvenida Ladislaa); 22 июня 1909, дворец Ла-Гранха, Сан-Ильдефонсо, Сеговия, Испания — 22 ноября 2002, Палаццо Торлония, Рим, Италия) — дочь испанского короля Альфонсо XIII и принцессы Виктории Евгении Баттенберг, тётя экс-короля Хуана Карлоса I, в браке — княгиня Торлония ди Кивителла Кеси.

## Биография

### Детство
Беатриса родилась 22 июня 1909 года в королевском дворце Ла-Гранха, став третьим ребенком и первой дочерью в семье правящего короля Испании Альфонсо XIII и принцессы Виктории Евгении Баттенберг. 
У неё было два старших брата, Альфонсо и Хайме. Со временем в семье появилось ещё четверо детей, один из которых, инфант Фернандо, умер в раннем детстве. По линии своего отца она была внучкой короля Альфонсо XII и Марии Кристины Австрийской, а со стороны матери — принца Генриха Баттенбергского и Беатрисы Великобританской, дочери королевы Виктории. При крещении ей было дано имя Беатриса Изабелла Фредерика Альфонса Евгения Кристина Мария Тереза Бьенвенида Ладислаа де Бурбон и Баттенберг с титулом «Её Королевское Высочество инфанта Испанская».

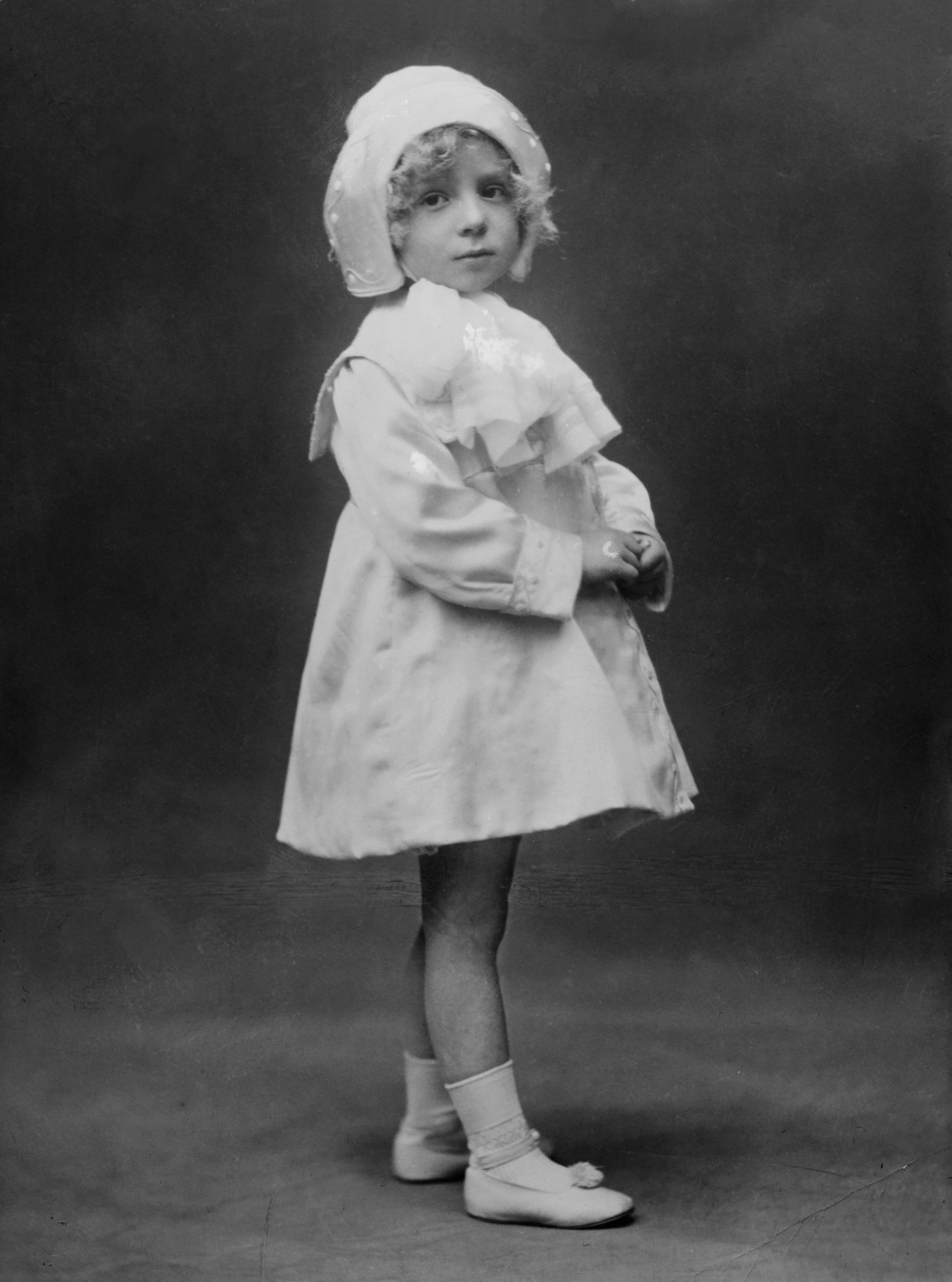
Беатриса в детстве

Свои имена юная инфанта получила в честь бабушки по материнской линии, принцессы Беатрисы, своей двоюродной бабушки, Изабеллы Испанской, Фредерики Ганноверской, в честь своего отца-короля, бабушки королевы Марии Кристины и императрицы Евгении, вдовы императора Наполеона III, которая также стала крестной матерью новорожденной.
Беатриса получала образование в Королевском дворце Мадрида в окружении специально выписанных из Англии нянь. С детства говорила на испанском, французском и английском языках. Инфанта Беатриса и её младшая сестра Мария Кристина хотели учиться в обычной школе для дворян, но им было отказано. По традиции королевских детей обучали во дворце в окружении специально подобранных преподавателей и гувернанток. Сестры изучали языки, историю, религию, брали уроки игры на фортепиано, занимались танцами. Родители придавали особое значение отдыху на свежем воздухе. С детства Беатриса стала увлекаться спортом. Она была хорошим пловцом, играла в теннис и гольф, прекрасно ездила верхом на лошади. Летом королевская семья проживала в недавно построенном дворце Ла-Магдалена в Сантандере, где инфанта занималась водными видами спорта. Дети королевской четы часто ездили в Великобританию к своей бабушке, принцессе Беатрисе, проживавшей в Кенсингтонском дворце в Лондоне.

### Юность
С конца 1920-х годов Беатриса вместе с сестрой участвовали в ряде официальных мероприятий, посещали различные организации. Особый интерес инфанты проявляли к вопросам защиты животных. Сестры ухаживали за больными, посещая Красный крест в Мадриде два раза в неделю с 9 до 13 и с 15 до 19 часов. Беатриса стала президентом Красного креста в городе Доностия-Сан-Себастьян, в котором королевская семья отдыхала летом.
Обе инфанты, всегда хорошо одетые, создавали контраст: одна была блондинкой, другая — брюнеткой. Беатриса напоминала своего отца: брюнетка, высокая и худая. Её официальный выход в свет состоялся в 1927 году во время королевского бала в Мадриде. Среди её друзей был герцог Альба. Два брата инфанты были больны гемофилией, один родился глухонемым. Только брат Хуан, отец будущего короля Хуана Карлоса, родился здоровым ребенком.
В 1929 году, когда инфанте Беатрисе исполнилось двадцать лет, она влюбилась в испанского аристократа Мигеля Примо де Ривера и Саенс де Эредиа, сына премьер-министра Испании Мигеля Примо де Ривера. Однако родители обоих влюблённых отреагировали резко отрицательно на возможной брак, а премьер-министр выслал своего сына за границу. Из-за того, что Беатриса и Мария Кристина могли от матери унаследовать ген гемофилии, король Альфонсо XIII неохотно искал женихов королевской крови для дочерей. Постоянными спутниками сестер на официальных мероприятиях были их двоюродные братья Алонсо, Альваро и Атаульфо Орлеанские. При дворе считалось, что Беатриса выйдет замуж за Алонсо, а Мария Кристина за Альваро, но из этого ничего не получилось - их связь была прервана испанской революцией.
В семье инфанту Беатрису назвали Малыш, она была любима родителями, братьями и сестрой. Комфортная жизнь в Королевском дворце в Мадриде была прервана провозглашением Второй Испанской Республики.

### Изгнание
Поддержка, которую Альфонсо XIII оказал диктатору Примо де Ривера, только дискредитировала короля. Выборы, состоявшиеся 12 апреля 1931 года, были губительными для монархии, и два дня спустя была провозглашена Вторая Испанская Республика. Не имея военной поддержки, король принял решение покинуть страну, но от престола он не отрекался, надеясь в скором времени восстановить монархию. Инфанта Беатриса, её мать, братья и сестра (за исключением инфанта Хуана, который служил в испанском флоте) оставались в Мадриде. Следуя советам сторонников монархии, бывшая королева вместе с детьми отправилась на поезде во Францию.
Первым домом для королевской семьи в изгнании стал парижский отель «Мюрис». Вскоре они переехали в отель «Савой» в Фонтенбло. Там они проводили время вместе с друзьями, катаясь на лошадях и играя в теннис, несколько раз с матерью совершали поездки в Париж. Брак короля и королевы к тому времени распался, они жили отдельно, но никогда не разводились. Королева Виктория Евгения переехала в Лондон, затем в Лозанну. Инфанты какое-то время проживали вместе с матерью. Король Альфонсо в 1933 году переехал в Италию, его дочери последовали за отцом, где стали жить при итальянском королевском доме в Риме и неофициально стали членами королевской семьи.
В 1934 году в семье случилась трагедия. Беатриса отдыхала в Ам-Вёртерзее, Австрия. Инфанта была за рулем автомобиля, в котором находился её младший брат Гонсало. Пытаясь объехать велосипедиста, Беатриса ударила автомобиль об стену. Из-за удара у Гонсало, страдавшего гемофилией, началось внутреннее кровотечение, которое привело  к его смерти на следующий день, 13 августа 1934 года.

### Брак и дети

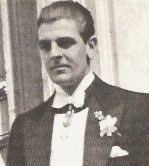
Алессандро Торлония

На момент смерти младшего брата Беатриса была помолвлена с итальянским аристократом Алессандро Торлония, князем ди Кевителла Кеси (1911—1986), сыном князя Марино Торлония и американской наследницы Марии Элси Мур. Княжеский титул жених унаследовал от отца в 1933 года вместе с несколькими поместьями в Италии. Семья Торлония нажила своё состояние в XVII- XIX веках, когда руководила финансовой деятельностью Ватикана, получив в 1803 году от папы Пия VII титул князей Торлония ди Кевителла Кеси. Брак испанской инфанты и итальянского аристократа считался морганатическим и по испанским законам инфанта отреклась от возможности наследовать престол за себя и своих потомков. Альфонсо XIII, понимая угрозу проявления гена гемофилии у потомков его дочери и тот факт, что они находились в изгнании, из-за чего найти подходящую королевскую партию для дочери становились все труднее, дал своё согласие на брак.
Свадьба состоялась 14 января 1935 года в базилике Санта-Мария-ин-Трастевере. На торжествах присутствовали король Альфонсо и королева Виктория Евгения вместе со старшим сыном, король и королева Италии и ещё 52 особы королевской крови. Молодоженов приветствовали огромные толпы испанцев, находящихся в Италии. После церемонии пара была принята папой римским Пием XII.
В браке родилось четверо детей:
- Алессандра Торлония ди Кевителла Кеси (1936—2014) — супруга графа Клемента Лекю ди Ассаба (1925—1971), имела двоих детей.
- Марко Торлония ди Кевителла Кеси[англ.] (1937—2014) — князь Торлония ди Кевителла Кеси, был женат трижды: первый раз на донне Орсеттой Караччоло ди Кстаньето (1940—1968), один сын; второй раз на Филиппе Макдональд (род. 1942), одна дочь; третий раз на Бласене Анне Елене Свитаковой (род. 1940), одна дочь.
- Марино Торлония ди Кевителла Кеси (1939—1995) — женат не был, детей не имел;
- Олимпия Торлония ди Кевителла Кеси (род. 1943) — была супругой Поля Анник Вейлера (1933—1998), имеет шестерых детей.

Супруги Торлония пыталась устроить брак своей старшей дочери Алессандры с бельгийским королём Бодуэном. В 1958 году она вышла замуж за Клемента Лекю, которому бывший король Италии Умберто II присвоил титул «графа Лекю ди Ассаба» в 1963. В 1971 году Клемент погиб, упав с верхнего этажа своего дома. От этого брака родилось двое детей, один из которых, сын Александр переехал в Испанию в 1991 году и работал на фирме Фиат. Был женат на итальянской модели Антонии Деллатте, музе Джорджио Армани. Стал известной личностью в Испании после длительных отношений с Аной Обрегон — испанской актрисой и телеведущей.
Сын Марко был женат трижды и имел в каждом браке по одному ребенку. Его сын Джованни Торлония стал известным дизайнером. 
Второй сын инфанты, дон Марино умер в 1995 году от ВИЧ. 
Младшая дочь Олимпия вышла замуж за Поля Анник Вейлера, сына французского промышленника и летчика Поля Луи Вейлера. Среди их шестерых детей — принцесса Люксембургская Сибилла .

### Последующая жизнь

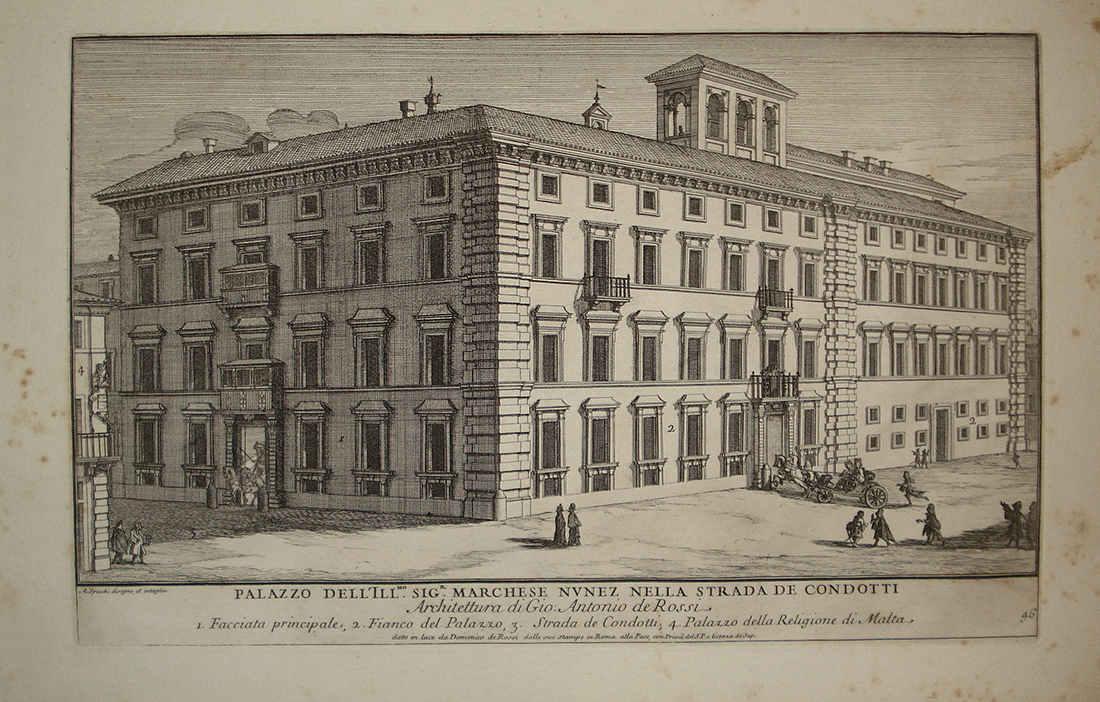
Палаццо Нуньес-Торлония в Риме. Офорт 1690 г.

После свадьбы Беатриса с супругом поселились в Палаццо Нуньес-Торлония в центре Рима близ Виа деи Кондотти. В 1941 году король Альфонсо умер. Политическая ситуация в Италии стала накаляться из-за Второй мировой войны. Инфанта Беатриса вместе с семьей уехала в Лозанну к матери и братьям. После войны супруги вернулись в Италию, где прожили до конца жизни.
Инфанта Беатриса умерла в Риме 22 ноября 2002 года в возрасте 93 лет и 5 месяцев. На похоронах, которые прошли в Риме, присутствовали король Хуан Карлос, королева София и принц Астурийский Филипп.

## Награды
- — дама Благородного ордена королевы Марии Луизы[27].
- — дама Священного константиновского военного ордена Святого Георгия[26].